# Albert Camus, soleil et ombre
Albert Camus, soleil et ombre est un essai paru en 1987 du journaliste, écrivain et essayiste Roger Grenier sur l'œuvre de l'écrivain Albert Camus, prix Nobel de littérature en 1957.

## Présentation et synthèse
Roger Grenier a bien connu Albert Camus comme journaliste à Combat où il travailla avec Pascal Pia à la Libération et dans les années qui ont suivi. Son premier livre, Le rôle d'accusé a été publié par Albert Camus dans la collection ESPOIR qu'il dirigeait chez Gallimard en 1948. Cet essai lui a valu le Prix Albert-Camus lors de sa parution en 1987.
Cet ouvrage brosse l'itinéraire littéraire de Camus, cet homme qui a imprimé sa marque à son époque. Même si Roger Grenier recourt souvent à des références biographiques, c'est surtout de l'œuvre dont il est question ici, un travail d'abord didactique où chaque livre est présenté dans son essence et son environnement. Tant il est vrai que chez Camus, chaque livre est inséparable du combat qu'il mène à un moment donné. 
Nous y apprenons de quelle façon chacun d'eux fut écrit, comment il fut reçu à son époque, ce qui fait sa spécificité. 
En ce qui concerne son œuvre, l'analyse est menée à partir de ses écrits qui embrassent la plupart des genres littéraires : récits, essais, essais philosophiques bien qu'il se défendît d'être philosophe, pièces de théâtre, journaux personnels et journaux de voyage, sans oublier la somme des articles qu'il publia comme journaliste et dont il a rassemblé les plus importants dans les trois tomes des Chroniques. 
Peu à peu, on découvre « ses sources les plus profondes, » les fondements d'un homme qui développe ses  propres mythes, de l'absurde à la révolte puis plus tard à la recherche de la mesure. On y retrouve l'homme profondément humain, qui défendra toujours l'humain contre les systèmes froids et dangereux, qui préférera toujours sa mère aux méfaits d'une justice inhumaine fruit de ces systèmes qu'il dénoncera inlassablement (qu'ils soient d'inspiration communiste ou capitaliste). C'est en ce sens qu'il faut comprendre sa relation filiale exclusive et parfois paradoxale quand il parle de  « l'admirable silence d'une mère et l'effort d'un homme pour retrouver une justice ou un amour qui équilibre ce silence. »
Camus a subi les attaques de ceux qu'il dénonçait, les communistes pour sa critique du stalinisme ainsi que des nationalistes, les ultras d'Algérie surtout dont il avait montré le rôle néfaste par leur immobilisme. Il l'a été tout autant pour n’avoir pas assez soutenu le FNL (Front de libération nationale) et l'indépendance de l'Algérie.
Il était proche des libertaires, y compris à travers le thème de l'absurde et ce paradoxe de dire que le pire d'une vie réside dans le bonheur parce que, quand on est heureux, on a peur de tout perdre et fatalement quand vient la mort. Il recherchera toujours cette nostalgie de l'enfance, une vie heureuse près du soleil et de la mer, un soleil qui brille parfois d'une lumière terrible comme pour L'Étranger qui nécessite en contrepoint des zones d'ombre. D'où le titre choisi par Roger Grenier : Soleil et ombre.